# Reckingerhof
Reckingerhof (en luxembourgeois : Reckingerhaff ) est une localité de la commune luxembourgeoise de Dalheim située dans le canton de Remich.

## Géographie
Elle est située à environ 1,3 km à vol d'oiseau au sud-est de Welfrange dans la réserve naturelle « Reckingerhaff-Weiergewan » et à une altitude d'environ 200 m.

## Culture locale et patrimoine

### Lieux et monuments
Réserve naturelle « Reckingerhaff-Weiergewan » (lb)
La réserve naturelle est créée par le règlement grand-ducal du 24 février 2016. D'une superficie totale de 143,2 ha, elle se compose de deux parties et couvre le territoire des communes de Bous-Waldbredimus, de Dalheim et de Mondorf-les-Bains.

### Personnalités liées à la localité
- Pierre Dams (1794-1855), homme politique belgo-luxembourgeois, membre de la Chambre des représentants et de la Chambre des députés, y réside[2].